# 主馬頭 (イギリス)
主馬頭（英: Master of the Horse）は、イギリス王室の厩舎、馬車置場、種馬を統括する官職。1360年にはじめて任命された。
現職は2024年6月に就任した第4代ハイドのアシュトン男爵ヘンリー・アシュトン。

## 解説

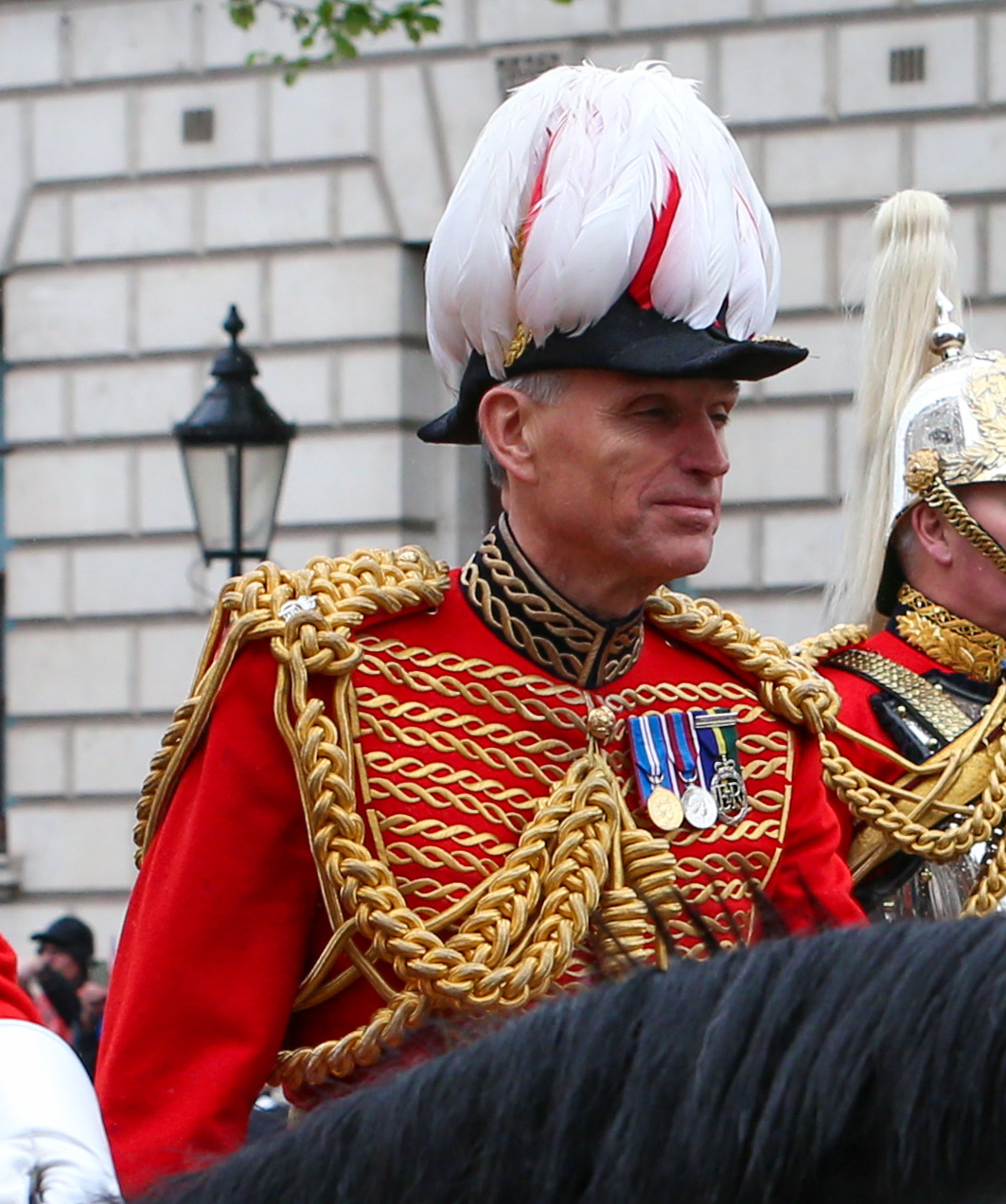
チャールズ3世とカミラの戴冠式に出席する主馬頭第7代ド・モーリー男爵、2023年5月6日撮影。

主馬頭は王室の厩舎、馬車置場、種馬に関するすべての事務を統括する官職である。ただし、ロイヤル・ミューズ（王室厩舎）管理の実務はCrown Equerryが統括し、主馬頭は監察のみ行う。一方、イギリス議会開会式、軍旗分列行進式といった国家行事には主馬頭が出席する。
王室の家政部門において、王室家政長官、宮内長官に次ぐ序列3位の要職であり、18世紀には1782年まで閣僚の1人だった。その後も20世紀初まで内閣に含まれた（すなわち、閣外大臣扱い）が、その重要性は下がり、1924年の任命では官報『ロンドン・ガゼット』で非政治的任命であると明言された。
任命にあたり、君主は王室家政長官に令状（warrant）を出し、任命される人物の宣誓を命じる。正式の任命状は国璽の押印された特許状（letters patent）の形であり、特許状に記される人物が陛下の仰せのままに（国王により、固定任期なしで）任命されるが、1668年の第2代バッキンガム公爵ジョージ・ヴィリアーズのような終身任命の例も存在する。また17世紀後半から1727年まで主馬頭が任命されない時期があり、これらの時期には代わりに委員会制がとられた。
年俸は下記の通り。
- 1515年：40ポンド[6]
- 1660年：1,460ポンド[4]
- 1679年：500ポンド[4]
- 1685年：1,200ポンド[4]
- 1702年：年俸1,266ポンド13シリング4ペンスに加えて宿舎が付き、君主が死去したときに厩舎から馬を1頭もらえた[4]。
- 1715年 – 1727年：委員会制がとられており、委員の年俸は800ポンドで宿舎がついた[4]。
- 1812年：3,350ポンド[4]
- 1870年：2,500ポンド[7]
- 1886年：10,000ポンド[8]
- 1911年：2,000ポンド[9]

## 一覧

### ヨーク朝まで

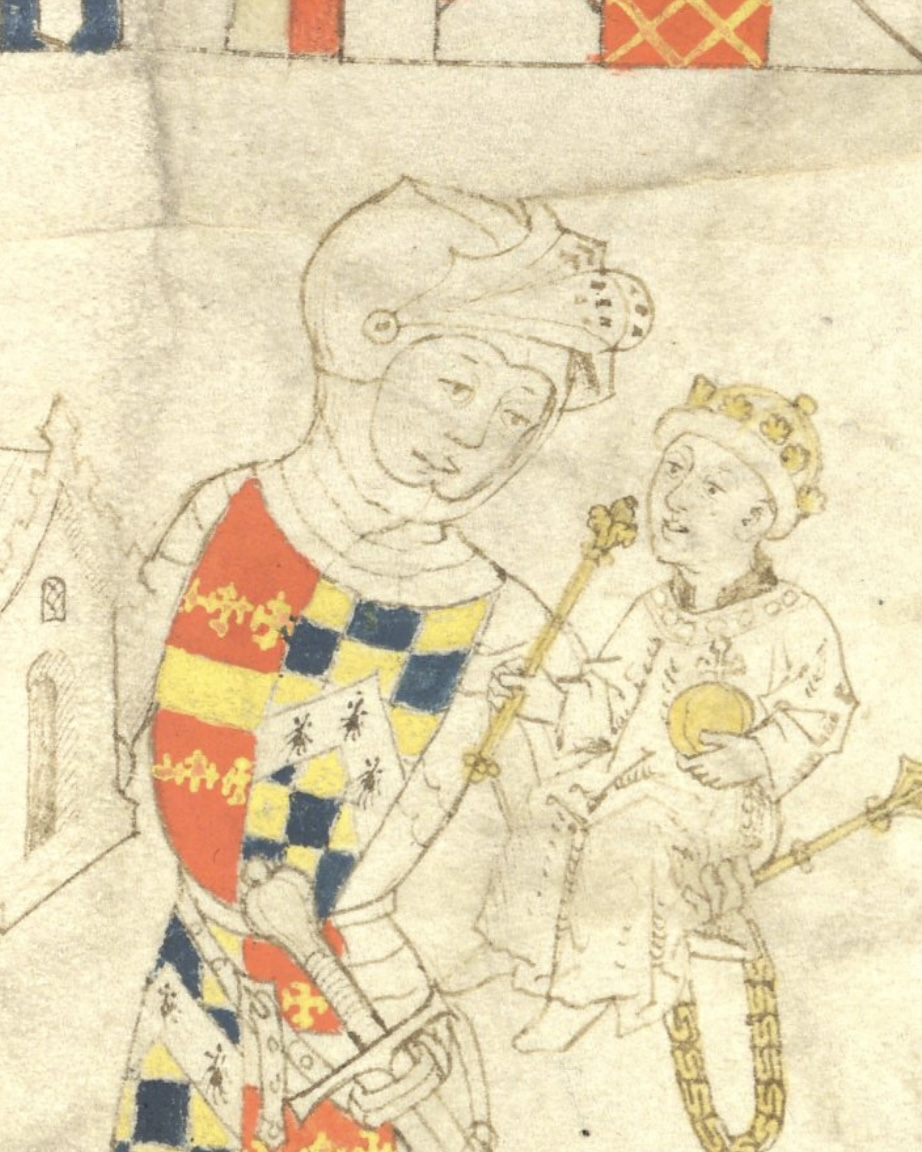
1429年ごろの主馬頭第13代ウォリック伯爵。

- 1360年ごろ – 1365年：サー・ジョン・ド・ブロカス（Sir John de Brocas）[10]
- 1371年ごろ – 1377年：サー・バーナード・ド・ブロカス（英語版）[10]
- 1377年ごろ – 1388年：サー・トマス・ド・ミュリュー（Thomas de Murrieux）[10]
- 1388年 – 1391年：第6代ド・クリフォード男爵トマス・ド・クリフォード（英語版）[10]
- 1391年 – 1398年：サー・ジョン・ラッセル（英語版）[11]
- 1399年：サー・リチャード・レッドメイン（英語版）[12]
- 1399年 – 1413年：ロバート・ド・ウォータートン（英語版）[10][13]
- 1413年 – 1416年：ジョン・ウォータートン（英語版）[14]
- 1416年以降 – 1422年：サー・ヘンリー・ヌーン（Sir Henry Noon）[15]
- 1429年ごろ：第13代ウォリック伯爵リチャード・ド・ビーチャム[10]
- 1429年 – 1430年：サー・ウォルター・ビーチャム（英語版）[16]
- 1430年 – 1442年：サー・ジョン・ステュワード（Sir John Styward）[10]
- 1440年 – 1461年以前：ジョン・ビーチャム（英語版）[10]
- 1465年 – 1479年：サー・トマス・バラ（英語版）[10]
- 1479年 – 1483年：サー・ジョン・チェイン（英語版）[10]
- 1483年：サー・トマス・タイレル（Sir Thomas Tyrell）[10]
- 1483年ごろ – 1485年：サー・ジェームズ・タイレル（英語版）[10]

### テューダー朝

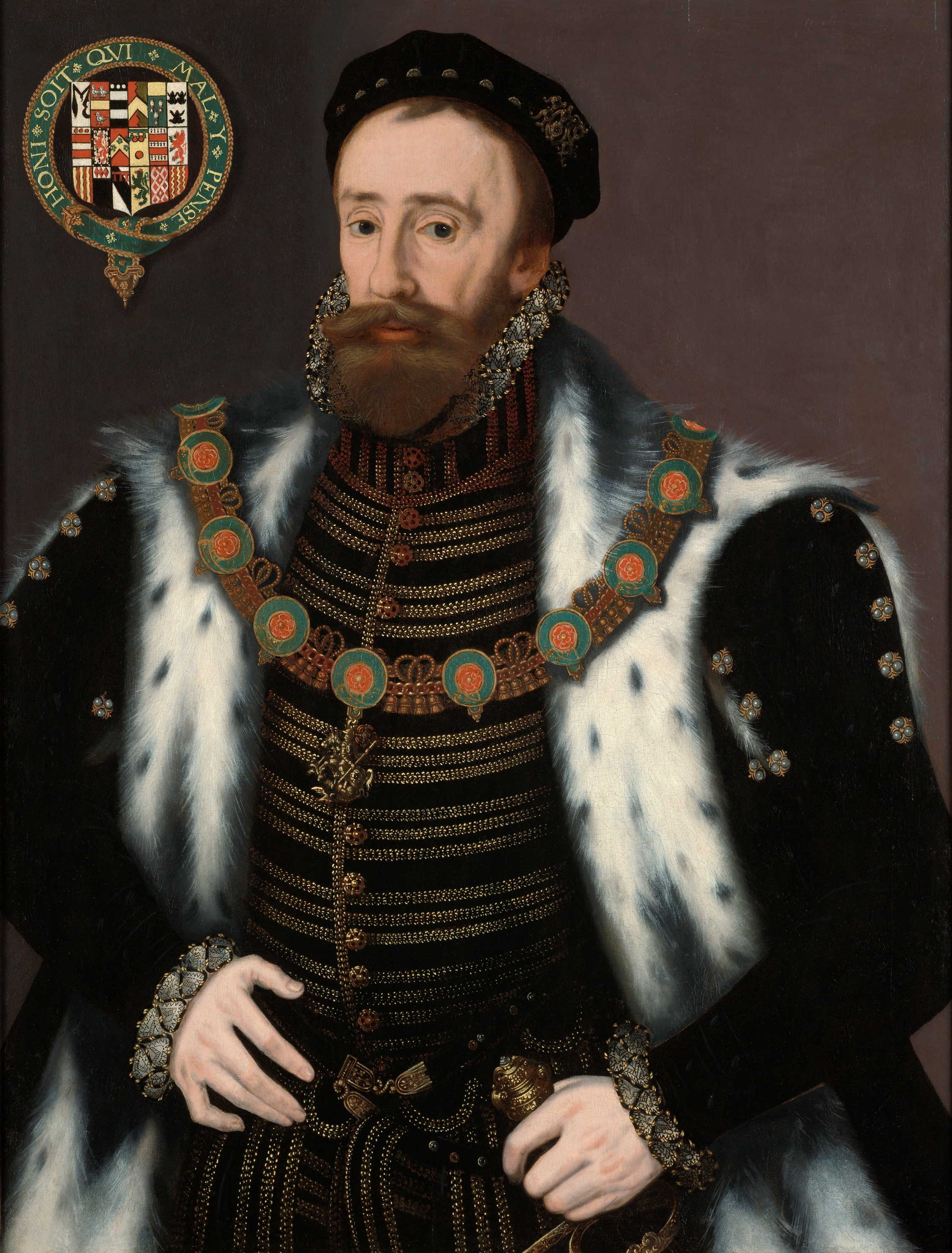
1553年から1557年までの主馬頭エドワード・ヘースティングズ閣下、1555年ごろ。

- 1499年/1501年 – 1510年：サー・トマス・ブランドン（英語版）[17]
- 1510年 – 1512年：サー・トマス・ナイヴェット（英語版）[18]
- 1513年 – 1515年：初代サフォーク公爵チャールズ・ブランドン[19]
- 1515年 – 1522年：サー・ヘンリー・ギルフォード（英語版）[20]
- 1522年 – 1539年：サー・ニコラス・カリュー（英語版）[21]
- 1539年 – 1548年：サー・アンソニー・ブラウン（英語版）[22]
- 1548年 – 1552年：初代ペンブルック伯爵ウィリアム・ハーバート（英語版）[23]
- 1552年 – 1553年：第2代ウォリック伯爵ジョン・ダドリー（英語版）[24]
- 1553年 – 1557年：エドワード・ヘースティングズ閣下（英語版）[25]
- 1557年 – 1558年：サー・ヘンリー・ジャーニンガム（英語版）[26]
- 1559年 – 1587年：初代レスター伯爵ロバート・ダドリー[27]
- 1587年 – 1601年：第2代エセックス伯爵ロバート・デヴァルー[28]
- 1601年 – 1616年：第4代ウスター伯爵エドワード・サマセット[29]

### ステュアート朝

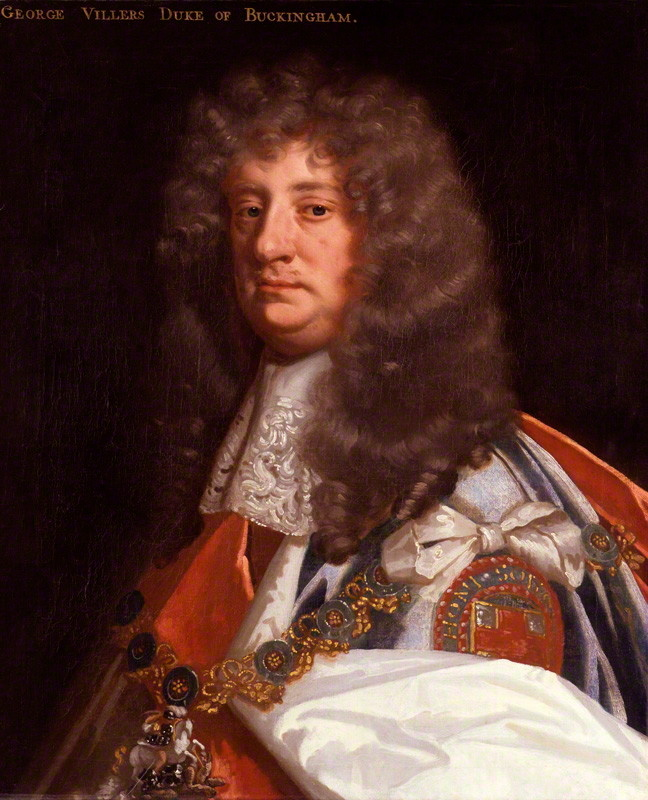
1668年から1674年までの主馬頭第2代バッキンガム公爵。ピーター・レリー画、1675年ごろ。

- 1616年 – 1628年：初代バッキンガム公爵ジョージ・ヴィリアーズ[30]
- 1628年 – 1644年：初代ハミルトン公爵ジェームズ・ハミルトン[31]
- 1644年 – 1645年：カンバーランド公爵ルパート[32]
- （亡命中のチャールズ2世による任命）1653年 – 1655年：カンバーランド公爵ルパート[32]
- （オリバー・クロムウェルによる任命）1653年 – 1658年?：ジョン・クレイポール（英語版）[33]
- 1660年 – 1668年：初代アルベマール公爵ジョージ・マンク[4]
- 1668年 – 1674年：第2代バッキンガム公爵ジョージ・ヴィリアーズ[4]
- 1674年 – 1679年：初代モンマス公爵ジェームズ・スコット[4]
- 1679年 – 1681年：委員会制[4]
  - スティーブン・フォックス（英語版）
  - リチャード・メイソン（英語版）
  - ニコラス・アーマラー（英語版）
  - トマス・ウィンダム（英語版）
  - ロジャー・ポープ（Roger Pope）
- 1681年 – 1685年：初代リッチモンド公爵チャールズ・レノックス[4]
- 1682年 – 1685年：リッチモンド公爵の成人（14歳）までは委員会が職務を代行した[4]。
  - ヘンリー・ガイ（英語版）
  - セオフィラス・オグルソープ（Theophilus Oglethorpe）
  - チャールズ・アダーリー（Charles Adderley）
- 1685年 – 1689年：初代ダートマス男爵ジョージ・レッグ（英語版）[4]
- 1689年 – 1702年：ヘンドリック・ファン・ナッサウ＝アウウェルケルク[4]
- 1702年：委員会制[4]
  - スティーブン・フォックス（英語版）
  - ベンジャミン・バサースト（英語版）
  - ヒュー・チャッドリー（Hugh Chudleigh）
- 1702年 – 1712年：第6代サマセット公爵チャールズ・シーモア[4]
- 1712年 – 1714年：委員会制[4]
  - コンヤーズ・ダーシー（英語版）
  - ジョージ・フィールディング（George Feilding）

### ハノーヴァー朝

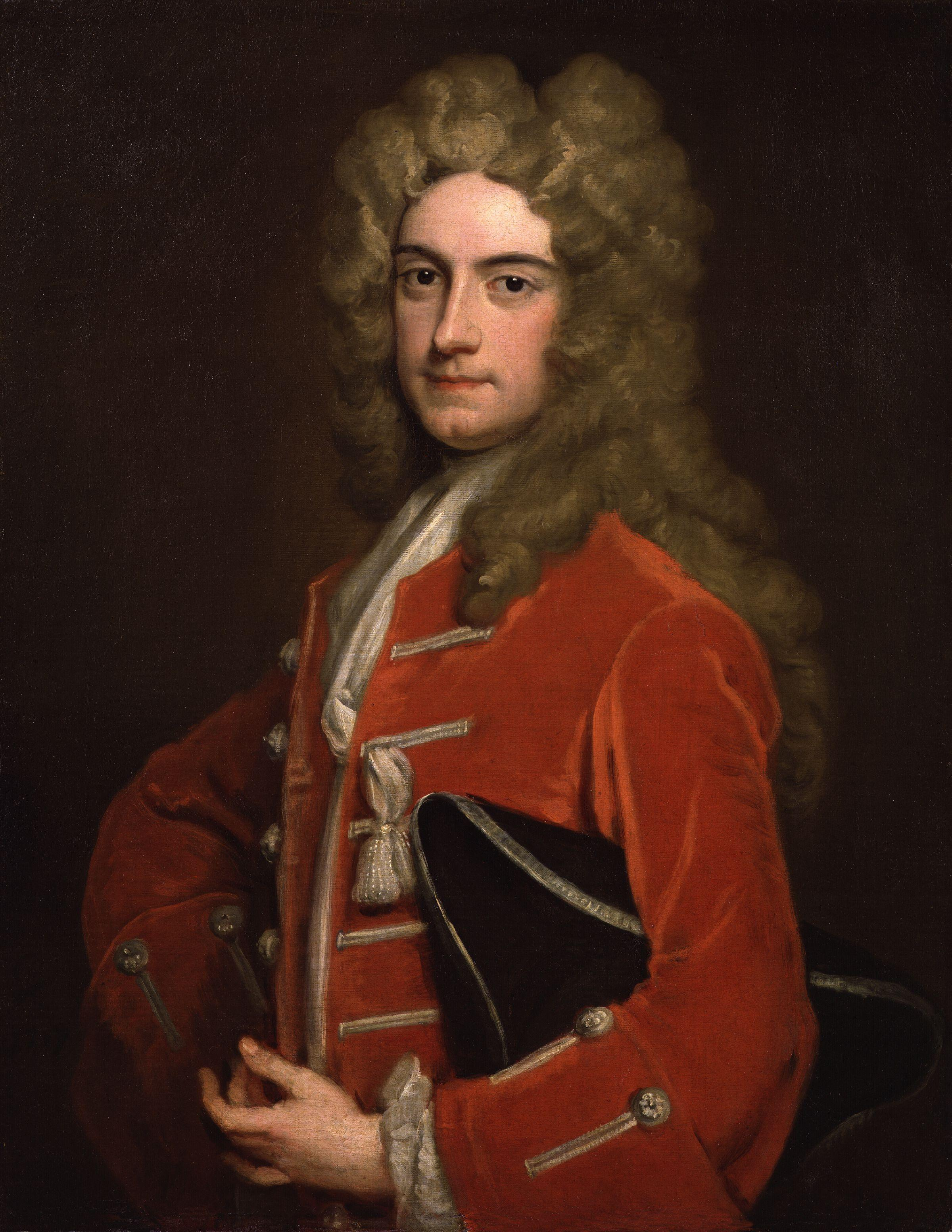
1727年から1735年までの主馬頭第2代スカーバラ伯爵、ゴドフリー・ネラー画。

- 1714年 – 1715年：第6代サマセット公爵チャールズ・シーモア[4]
- 1715年 – 1717年：委員会制[4]
  - コンヤーズ・ダーシー（英語版）
  - フランシス・ネガス（英語版）
- 1717年 – 1727年：委員会制[4]
  - フランシス・ネガス（英語版）
- 1727年 – 1735年：第2代スカーバラ伯爵リチャード・ラムリー[4]
- 1735年 – 1750年：第2代リッチモンド公爵チャールズ・レノックス[4]
- 1750年 – 1751年：空位[4]
- 1751年 – 1755年：ハーティントン侯爵ウィリアム・キャヴェンディッシュ[4]
- 1755年 – 1757年：初代ドーセット公爵ライオネル・サックヴィル[4]
- 1757年 – 1760年：第2代ゴア伯爵グランヴィル・ルーソン＝ゴア[4]
- 1760年 – 1761年：第10代ハンティンドン伯爵フランシス・ヘイスティングズ[4]
- 1761年 – 1766年：第3代ラトランド公爵ジョン・マナーズ[4]
- 1766年：初代ハートフォード伯爵フランシス・シーモア＝コンウェイ[4]
- 1766年 – 1778年：第3代アンカスター＝ケスティーヴァン公爵ペレグリン・バーティー[4]
- 1778年 – 1780年：初代ノーサンバランド公爵ヒュー・パーシー[4]
- 1780年 – 1790年：初代モンタギュー公爵ジョージ・モンタギュー[4]
- 1790年 – 1795年：第3代モントローズ公爵ジェームズ・グラハム[4]
- 1795年 – 1798年：第10代ウェストモーランド伯爵ジョン・フェイン[4]
- 1798年 – 1804年：第5代チェスターフィールド伯爵フィリップ・スタンホープ（英語版）[4]
- 1804年 – 1806年：第2代ハートフォード侯爵フランシス・イングラム＝シーモア＝コンウェイ[4]
- 1806年 – 1807年：初代カーナーヴォン伯爵ヘンリー・ハーバート[4]
- 1807年 – 1821年：第3代モントローズ公爵ジェームズ・グラハム[4]
- 1821年 – 1827年：第5代ドーセット公爵チャールズ・サックヴィル＝ジャーメイン[4]
- 1827年 – 1830年：第6代リーズ公爵ジョージ・オズボーン[4]
- 1830年 – 1834年：第4代アルベマール伯爵ウィリアム・ケッペル[4]
- 1834年 – 1835年：第5代ドーセット公爵チャールズ・サックヴィル＝ジャーメイン[4]
- 1835年 – 1841年：第4代アルベマール伯爵ウィリアム・ケッペル[4][34]
- 1841年 – 1846年：第5代ジャージー伯爵ジョージ・チャイルド・ヴィリアーズ（英語版）[35]
- 1846年 – 1852年：第13代ノーフォーク公爵ヘンリー・ハワード[36]
- 1852年：第5代ジャージー伯爵ジョージ・チャイルド・ヴィリアーズ（英語版）[35]
- 1853年 – 1858年：第2代ウェリントン公爵アーサー・ウェルズリー[37]
- 1858年 – 1859年：第8代ボーフォート公爵ヘンリー・サマセット[38]
- 1859年 – 1866年：第2代エイルズベリー侯爵ジョージ・ブルーデネル＝ブルース（英語版）[39]
- 1866年 – 1868年：第8代ボーフォート公爵ヘンリー・サマセット[38]
- 1868年 – 1874年：第2代エイルズベリー侯爵ジョージ・ブルーデネル＝ブルース（英語版）[39]
- 1874年 – 1880年：第3代ブラッドフォード伯爵オーランド・ブリッジマン（英語版）[40]
- 1880年 – 1885年：初代ウェストミンスター公爵ヒュー・グローヴナー[41]
- 1885年 – 1886年：第3代ブラッドフォード伯爵オーランド・ブリッジマン（英語版）[40]
- 1886年：第9代コーク伯爵リチャード・ボイル[42]
- 1886年 – 1892年：第6代ポートランド公爵ウィリアム・キャヴェンディッシュ＝ベンティンク[43]
- 1892年 – 1894年：初代オクセンブリッジ子爵ウィリアム・モンソン（英語版）[44]
- 1894年 – 1895年：第9代コーク伯爵リチャード・ボイル[42]
- 1895年 – 1905年：第6代ポートランド公爵ウィリアム・キャヴェンディッシュ＝ベンティンク[43]

### サクス＝コバーグ＝ゴータ朝、ウィンザー朝

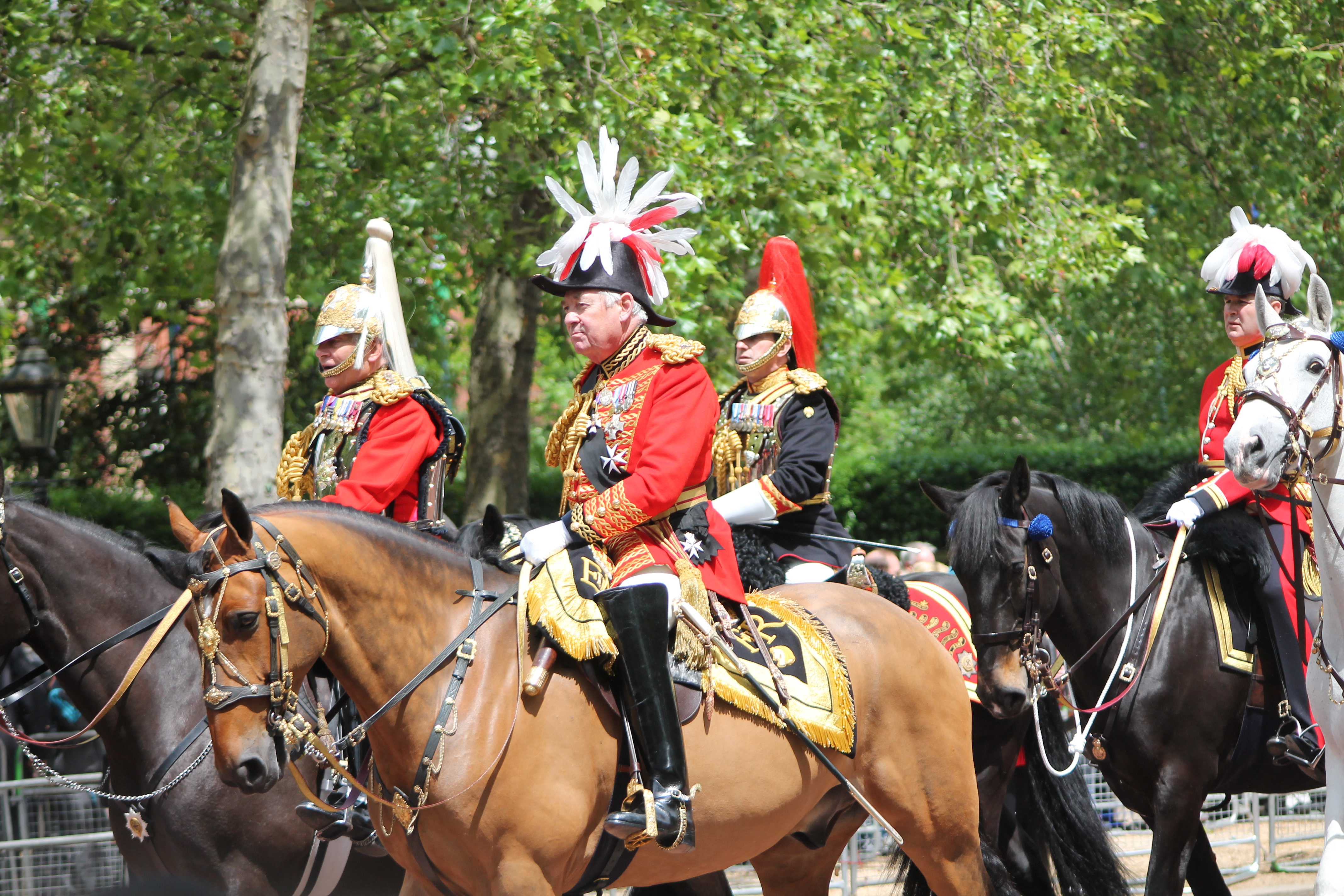
1999年から2018年までの主馬頭第3代ヴェスティ男爵、2012年6月16日撮影。

- 1905年 – 1907年：第6代セフトン伯爵オズバート・モリニュー（英語版）[45][46]
- 1907年 – 1915年：第8代グラナード伯爵バーナード・フォーブス（英語版）[47]
- 1915年 – 1922年：第10代チェスターフィールド伯爵エドウィン・スキューダモア＝スタンホープ（英語版）[48]
- 1922年 – 1924年：第5代バース侯爵トマス・シン（英語版）[49][5]
- 1924年 – 1936年：第8代グラナード伯爵バーナード・フォーブス（英語版）[5][50]
- 1936年 – 1978年：第10代ボーフォート公爵ヘンリー・サマセット[50][51]
- 1978年 – 1991年：第15代ウェストモーランド伯爵デイヴィッド・フェイン（英語版）[51][52]
- 1991年 – 1998年：第3代サマーレイトン男爵ウィリアム・クロスリー（英語版）[52][53]
- 1999年 – 2018年：第3代ヴェスティ男爵サミュエル・ヴェスティ（英語版）[53][54]
- 2019年 – 2024年：第7代ド・モーリー男爵ルパート・ポンソンビー（英語版）[54][3]
- 2024年 – ：第4代ハイドのアシュトン男爵ヘンリー・アシュトン（英語版）[3]

## 関連図書
- Reese, M. M. (1976). Cooper, Barbara (ed.). Master of the Horse (英語). London: Threshold Books. ISBN 0-90136690-0。